# 生物発光

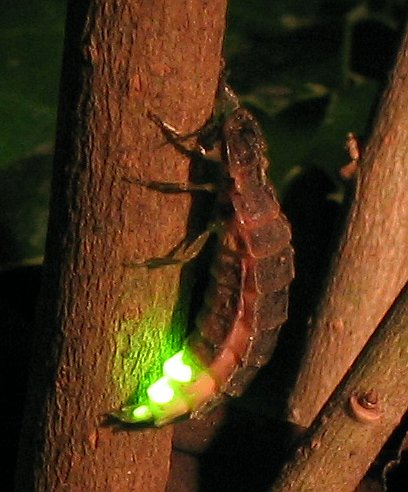
ホタルの一種 Lampyris noctiluca

生物発光（せいぶつはっこう）とは、生物が光を生成し放射する現象である。化学的エネルギーを光エネルギーに変換する化学反応の結果として発生する。ケミルミネセンスのうち生物によるものを指す。英語ではバイオルミネセンス（Bioluminescence）と言い、ギリシア語のbios（生物）とラテン語のlumen（光）との合成語である。生物発光はほとんどの場合、アデノシン三リン酸（ATP）が関係する。この化学反応は、細胞内・細胞外のどちらでも起こりうる。
バクテリアにおいては、生物発光と関係する遺伝子の発現はLuxオペロンと呼ばれるオペロンによってコントロールされる。
生物発光は、進化の過程で、何回も（およそ30回）独立に現れた。
生物発光は、海棲および陸生の無脊椎動物と魚類、また、原生生物、菌類などにも見られる。他の生物に共生する微生物が生物発光を起こすことも知られている（共生発光）。

## 特性
生物発光はルミネセンスの一種である。「冷たい発光」とも言われるが、これは放射する光の20%以下しか熱放射を起こさないためである。生物発光をフォトルミネセンス（蛍光や燐光）、光の反射と混同してはならない。発光は暗黒条件下で生物のエネルギーによって光を放つものである。たとえばヒカリモやヒカリゴケは反射光を強く放つものであり、発光ではない。
光る仕組みは、化学反応によるもので、ルシフェリン - ルシフェラーゼ反応と呼ばれる。発光する生物の多くは、これを自力で合成するが、発光する生物を共生させ、それによって光るものもある。また、発光生物を餌として食べ、それによって得られた成分を、自分の発光に使う例も知られている。深海魚のフジクジラは、腹を光らせて上方からわずかに差し込む日光に自らを紛れさせて捕食者の目を欺く（擬態）。発光物質であるセレンテラジンはハダカイワシを食べて取り込んでおり、ハダカイワシも餌とした生物から得ている。
いくつかの場合、生物発光が見える（行われる）のは、概日リズムの働きにより、夜に限られる。

### 生息域との関係
生物発光の能力を持つのは、海棲生物が中心である。特に深海生物の大多数は何らかの方法で発光し、その目的も多岐にわたることが知られている。調査に基づく概算では、500m以深に住む魚類の90%、十脚類（エビ・カニ類）の40-80%（水深500-1,000m）、オキアミ類の99%（表層-1,000m）、カイアシ類の20-30%（表層-1,000m）が生物発光すると見積もられている（全て種数ではなく個体数での割合）。ほとんどの場合、深海生物による発光色は青か緑の波長であり、この波長は海水をよく通過する。しかし、一部のワニトカゲギス目魚類は赤色や赤外線波長の光を発するし、多毛類の Tomopteris 属は黄色の生物発光を行う。
陸上生物では生物発光はそれほど一般的ではなく、比較的限られた種類にとどまる。陸上で生物発光をする生き物としてよく知られているものには、ホタルやツチボタル（ヒカリキノコバエ）、フェンゴデス科（甲虫の一種）の仲間などがある。他の昆虫（幼虫を含む）、環形動物、また菌類の一部にも生物発光を行う能力があることがわかっており、発光色には様々な種類のものをみることができる。
それに対して、淡水には発光生物はほとんど知られていない。日本のホタルの幼虫が淡水産なのもごく例外的なものである。深海のように深い部分を持つ湖からも、発光するものは知られていない。また、深海と同様に、暗黒環境である洞穴生物にも、発光するものはほとんどいない。

## 発光する部位
発光する部位は、生物によって様々である。特に場所を特定せず、全体に光るものもあるが、特に決まった場所だけが光るものもある。また、体内で光るものと、発光物質を体外に放出するものがある。

## 機構

### 研究史
生物が光る仕組みは、古くから注目されていた。ロバート・ボイルは1667年に、発光バクテリアやキノコを容器に入れ、真空ポンプを使って空気を抜くと光らなくなり、空気を戻すと再び光ることを確認し、発光に酸素が必要なことを示した。また、ラザロ・スパランツァーニはウミホタルやクラゲを用いて、乾燥させたものを水に戻して、それによって光ることを示した。これは、発光が化学物質の反応により、必ずしも生命の存在を必要としないことを意味するものである。
より具体的な分析は、1883年のラファエル・デュボアの研究に始まる。彼は、ヒカリコメツキを用いて、発光には二つの物質が関わっていることを示した。この昆虫の発光器から抽出した成分は、光を放つが、しばらく放置すると光が消える。他方、これを加熱しても光が消える。そして、この二つを加え併せると、光が生じた。このことから、彼はこの昆虫の発光に、熱に強い成分と、熱で分解する成分の二つが関わっていると見なし、前者をルシフェリン、後者をルシフェラーゼと名付けた。

## 生物発光の理由
以下の5つの理由が、生物発光の特性の進化の理由として主に考えられている。

### 擬態
擬態を参照。

### 誘引

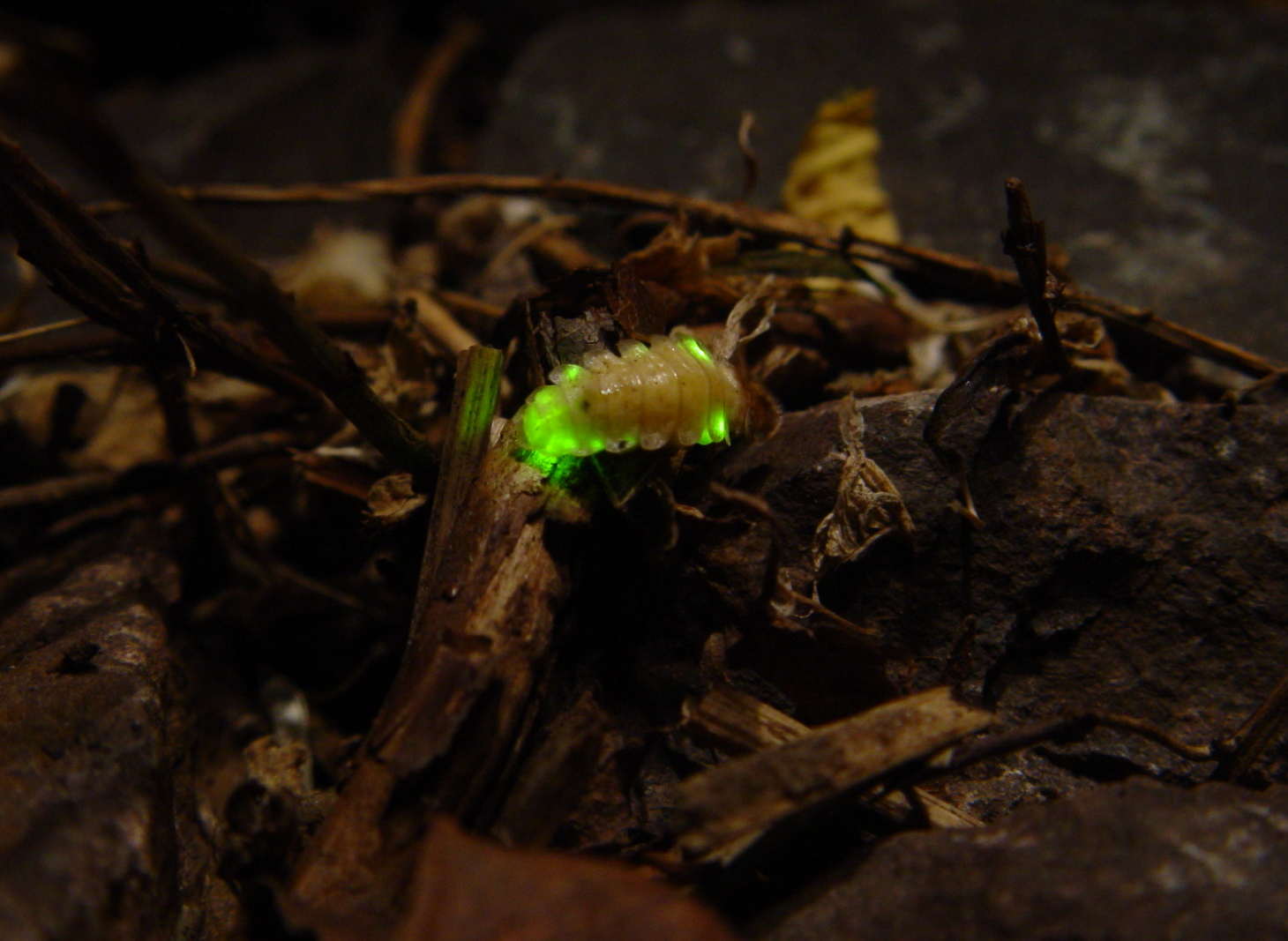
ホタルの幼虫

生物発光は、獲物を誘うルアーとして、チョウチンアンコウなどの深海魚に使用されている。魚の頭部から伸びた誘引突起（背鰭が変形したもの）を揺らすことで、小魚や甲殻類を攻撃範囲内に引きつけるのである。ただし、ルアーが発光しない場合もある。
ダルマザメは生物発光を擬態に使用しているが、下腹部の一部のみを暗いままに残してあり、大型の捕食魚に対し、小さな魚の影に見せかけている可能性がある。それらが「小さな魚」を捕食しようと近寄ってきたとき、ダルマザメに体の一部分を食べられるのである。
渦鞭毛藻類は、生物発光をひねった使い方をしている。捕食者であるプランクトンを水流により感知したとき、渦鞭毛藻は発光する。これは、さらに大きい捕食者を引きつけ、渦鞭毛藻の天敵を捕食するように仕向けるのである。
生物発光は、交配相手を誘引する機能も持つ。これはホタルの行動に見られ、断続的な発光が腹部から発せられ、交配相手を引きつける行動が繁殖期に見られる。海中では、甲殻類貝虫亜綱の行動のみが詳しく記録されている。これは、長距離の伝達にはフェロモンを使用し、短距離においては発光によって目標を表していると思われている。

### 撃退
ある種のイカと、小型の甲殻類では、発光する化学物質や、発光バクテリアを含む液を、普通のイカの墨のように使用する。煙幕のように発光することで、捕食者を混乱させ撃退する。その間にイカや甲殻類は安全に逃げる。ホタルの幼虫はすべて、敵を撃退するための発光を行う。

### 通信
生物発光は、バクテリアにおいても、直接的にコミュニケーションの役割を果たしていると考えられている（クオラムセンシングを参照）。バクテリアが共生生物に取り込まれることを助け、またコロニーを招集する役目を果たしている。

### 照明
海棲生物のほとんどの発光色は青か緑だが、ワニトカゲギス目に属する一部の魚（ホテイエソおよびホウキボシエソの仲間）は、赤い光を放つ。赤色光は海水中で速やかに吸収され深海には全く届かないため、ほとんどの深海生物の眼は赤色を認識する能力をもたないか、あるいは著しく低い。このため、赤色光を放出するとともに、自身で赤い光を認識することもできるワニトカゲギス類は、獲物や他の捕食者に気づかれることなく周囲を探索することが可能になる。

### 病変
特殊な例であるが、発光バクテリアの感染により発光する例も知られる。ホタルエビはコレラ菌系の発光バクテリアがヌマエビなどに感染することにより全身が発光する。ただしこれは病気による病変であり、感染したエビは数日で死亡する。

## バイオテクノロジー

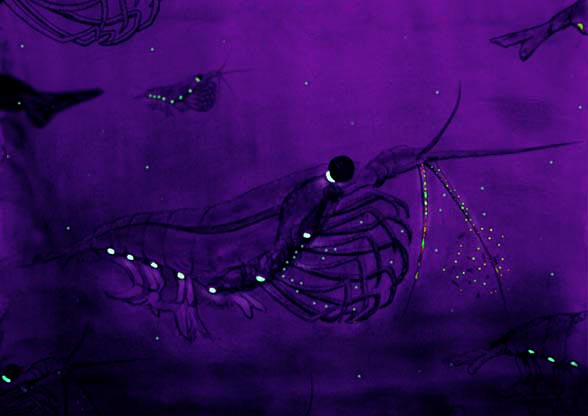
レンダリングしたナンキョクオキアミ発光の画像 (watercolor by Uwe Kils)

生物発光を起こす組織は、多くの研究の題材となっている。ルシフェラーゼ系は遺伝子工学においてレポーター遺伝子としてよく使われている。また、ルシフェラーゼ系は生物医学的検査のバイオルミネセンスイメージング（bioluminescence imaging）でも使われている。
ビブリオ属の菌は、数多くの海棲無脊椎動物や魚類と共生している。ハワイ産のダンゴイカ（Hawaiian Bobtail Squid Euprymna scolopes）は、重要なモデル生物として、共生、クオラムセンシング、生物発光の研究に使われている。
生物発光を起こす器官である発光器の構造は、インダストリアルデザインに応用されている。
生物発光の工学的利用方が、いくつか提案されている：
- 照明の必要のないクリスマスツリーで、漏電の危険を無くす。
- 光る樹木を高速道路に並べ、電気代を浮かす。
- 水やりが必要になったときに光る農作物や園芸植物を作る。
- 肉などにつく細菌を検査する新しい方法として使う。
- 不審死体中のバクテリアの種類を検査する。
- 発光する特別なペットを作る（ウサギ、ネズミ、魚など）。

## 分類群との関係
全ての細胞が何らかの生物発光を起こして電磁波を発するが、ほとんどの場合は肉眼では確認不可能である。それぞれの生物の発光は、固有の周波数、持続期間、リズムやパターンを持っている。以下に挙げるリストは、視認可能な発光を起こす生物の例である。
発光する生物は、非常に広範囲の分類群に見られる。それらは独立に発光を獲得したと考えられる。しかし、発光する種が多い群、少ない群はある。たとえば、植物では発光するものはない。動物でも、魚類には発光するものが多いのに、四肢動物には全くない。しかし、これらの事実にどのような意味があるかは不明である。

### 魚類
発光バクテリアによる共生発光を行う主な魚類は以下の通り。
- ソトイワシ目：ソコギス亜目の一部。
- ニギス目：デメニギス科の一部。
- タラ目：ソコダラ科、チゴダラ科など。
- アンコウ目：チョウチンアンコウなど、チョウチンアンコウ上科の仲間。
- キンメダイ目：ヒカリキンメダイ科、マツカサウオ科など。
- スズキ目：ヒイラギ科など。

以下は自力発光を行う主な魚類である。中層遊泳性の深海魚が大半を占める。
- ツノザメ目：ダルマザメなどヨロイザメ科の一部と、カラスザメ科やオンデンザメ科の多くの種類。
- ワニトカゲギス目：ヨコエソ、ムネエソ、ワニトカゲギスなどほぼ全種。
- ハダカイワシ目：ハダカイワシなどほぼ全種。
- ガマアンコウ目：イサリビガマアンコウの仲間。
- アンコウ目：オニアンコウ科の下顎にみられる髭状構造物（頭部の誘引突起は共生発光）。

### 海棲無脊椎動物
- 刺胞動物
  - 花虫綱：ウミエラ、ウミサボテン
  - 鉢虫綱：オキクラゲ
  - ヒドロ虫綱：オワンクラゲ等のクラゲ
- 有櫛動物
- 紐形動物：ヒカリヒモムシ
- 棘皮動物：（クモヒトデなど）
- 外肛動物：ヒカリコケムシ
- 節足動物・甲殻類
  - 貝虫亜綱：ウミホタル
  - オキアミ
  - カイアシ類
  - エビ類：サクラエビ
- 環形動物
  - 多毛類：ツバサゴカイ

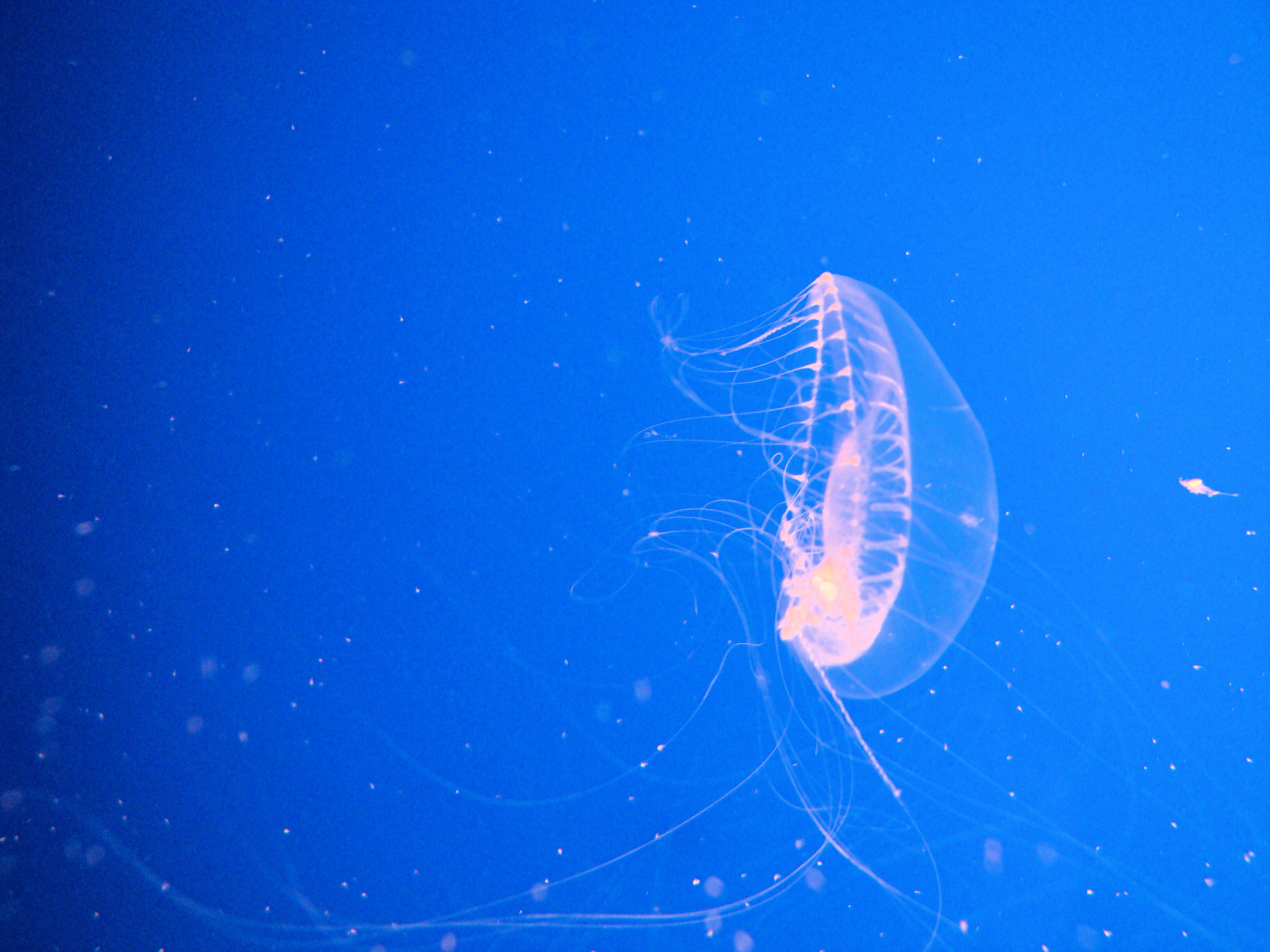
GFPで知られるバイオルミネセンス蛍光クラゲ

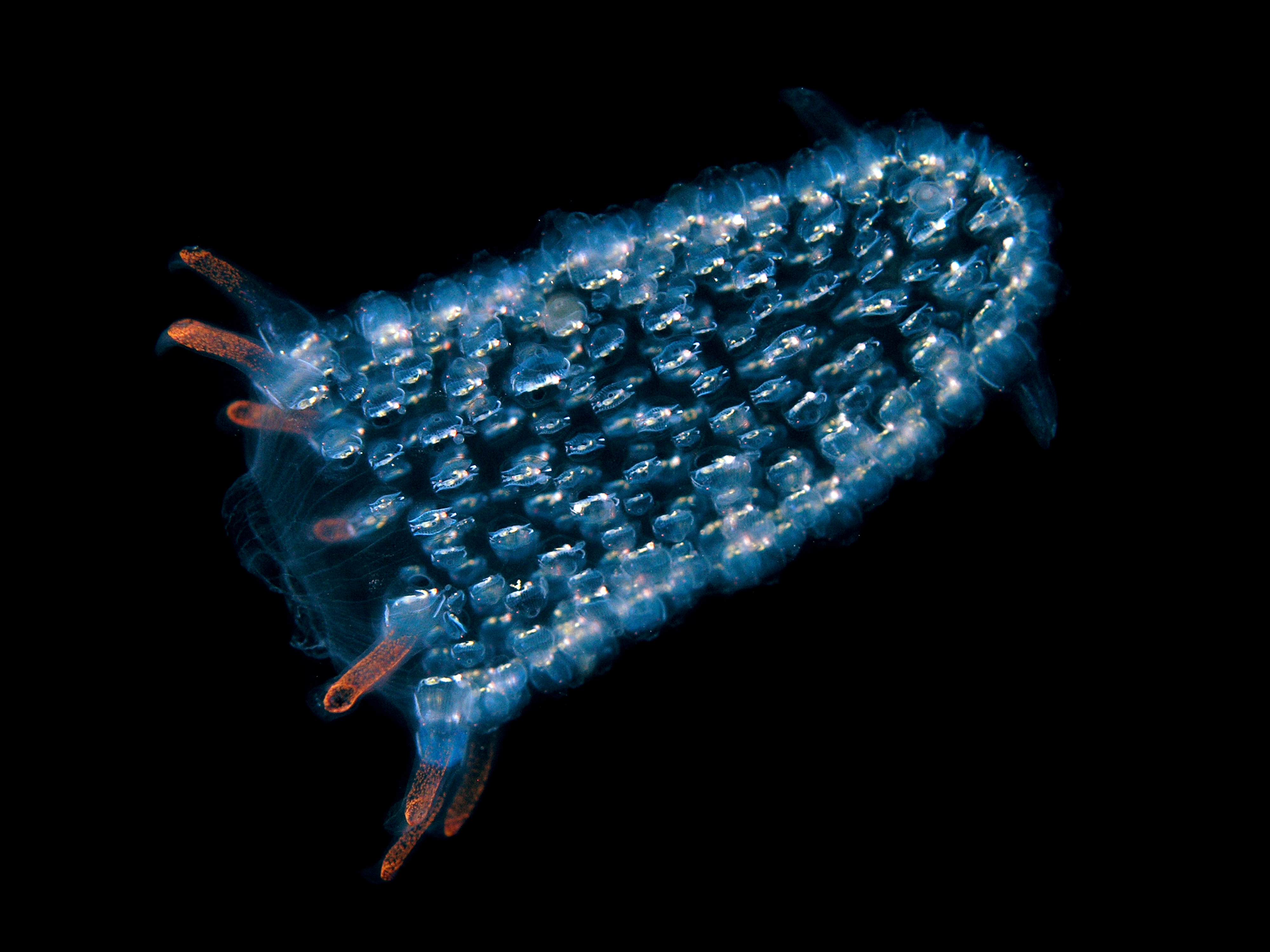
ヒカリボヤ属

  - 貧毛類：ホタルミミズ、イソミミズ（Pontodrilus litoralis、ウミミミズ）
- 軟体動物
  - 二枚貝：カモメガイ、ツクエガイ
  - ウミウシ：ヒカリウミウシ、ハナデンシャなど。
  - ツツイカ目
    - コロッサルイカ
    - ムチイカ科
    - ダンゴイカ科 : ボブテイル・スクイッド（英語版）は発光細菌アリイビブリオ・フィシェリ（英語版）を共生させている。
    - ホタルイカ
    - コウモリダコ

  - タコ
    - フクロダコ科
- 脊索動物（脊椎動物以外）
  - ヒカリボヤ、ワサルパ

### 陸棲無脊椎動物
- 節足動物
  - 昆虫
    - トビムシ目

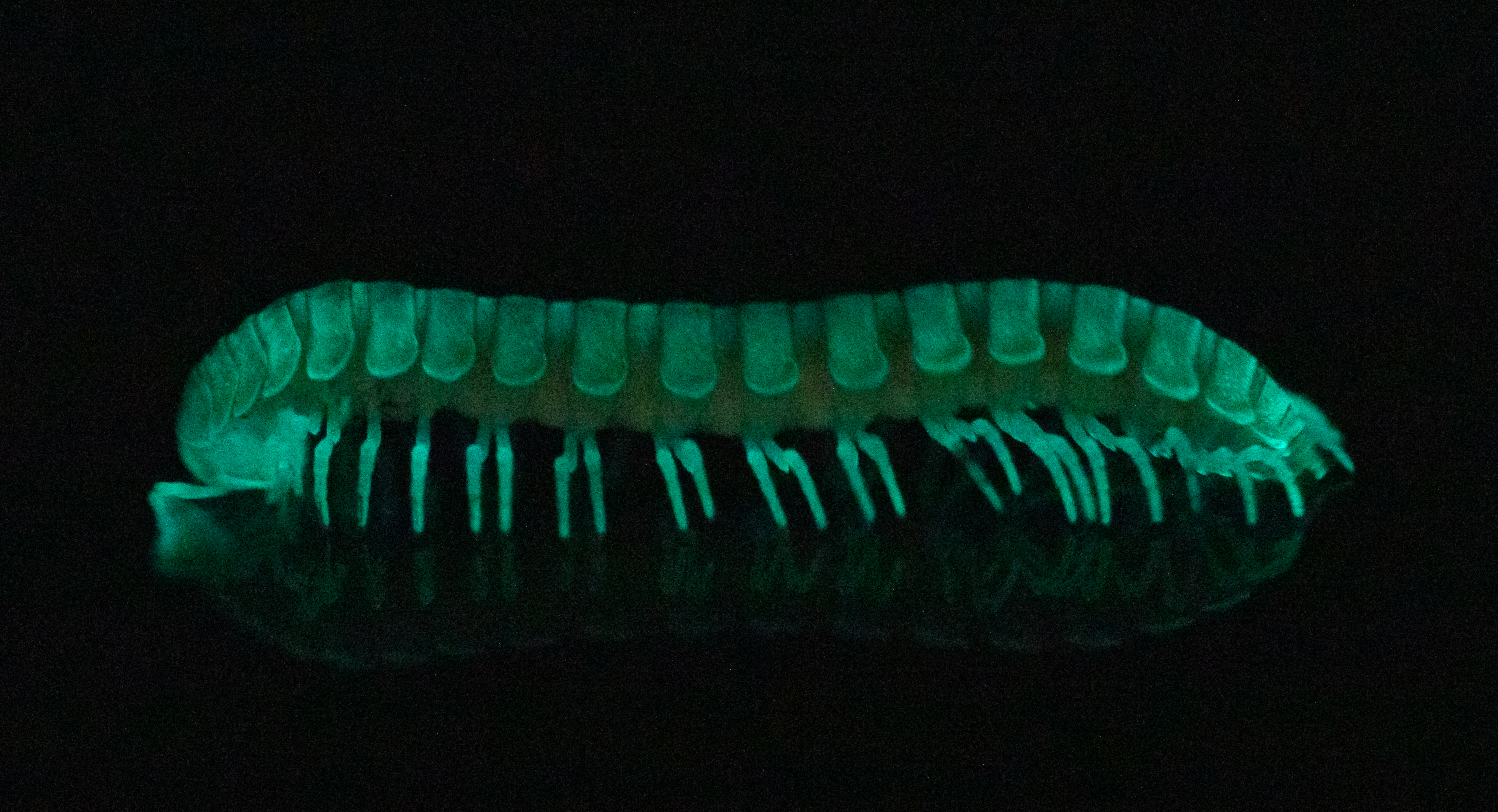
北米に住むモティクシア属のヤスデ。発光は連続的で、毒を持つことを知らせる警戒色の役割を持つとされる。

    - 甲虫目：ホタル、ヒカリコメツキ、Railroad worm（Phengodidae 科 Phrixothrix 属の甲虫の幼虫）
    - ハエ目：ヒカリキノコバエ

  - ムカデ
  - ヤスデ
- 環形動物：ミミズ
- 軟体動物：カタツムリ（ヒカリマイマイ属（英語版）のヒカリマイマイ（英語版）、プファニア属（英語版）のP. crossei, P. globosa, P. carinata, P. costata）[14]

### 菌類

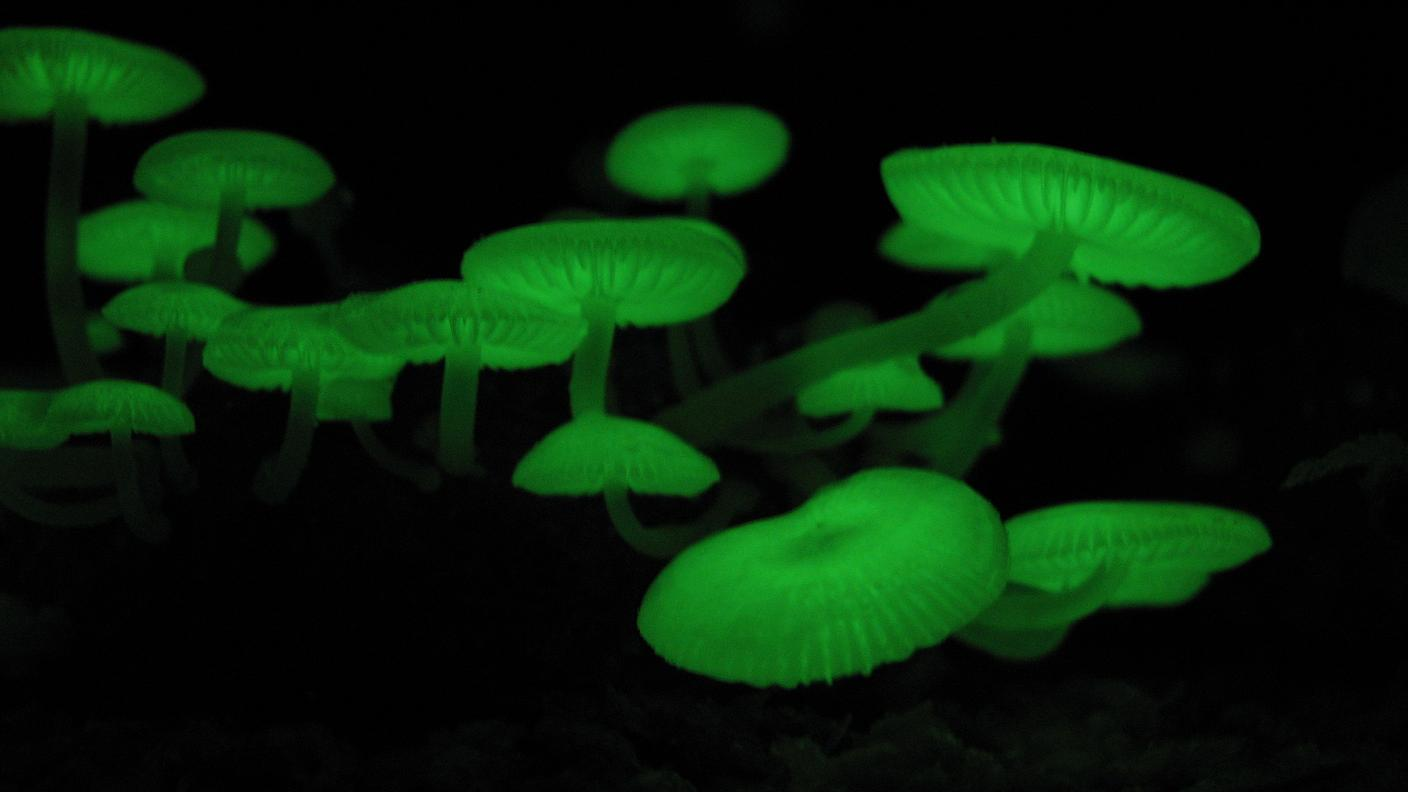
ヤコウタケ

- キノコ（狐火#正体を参照、英語の fox fire の正体とも言われている）
  - ツキヨタケ属(Omphalotus）
    - Omphalotus olearius－日本未産。
    - Omphalotus nidiformis－日本未産。
    - ツキヨタケ(Omphalotus japonicus）

  - ワサビタケ（ヒメカワキタケ）－北アメリカ産のものは発光するが、ヨーロッパやニュージーランドおよび日本産のものは光らないという[15][16]。
  - ヤコウタケ、シイノトモシビタケ、アミヒカリタケその他クヌギタケ属に置かれるいくつかの種－全体が光るもの、ひだのみが発光するもの、柄が特によく光るもののほか、胞子のみが光を放つものもあるという[17]。
  - ナラタケおよび同属の数種－子実体そのものは光らず、腐朽木や地中に形成される根状菌糸束が発光する。
  - スズメタケ－かさの裏面の管孔部が発光する。従来はスズメタケ属として独立していたが、最近ではワサビタケ属に併合する意見が強い[18]。
  - Gerronema viridilucens－ブラジル産で、まだ日本からは見つかっていない。ひだが発光する[19]。
  - シロヒカリタケ（Pleurotus eugrammus (Mont.) Dennis var. radicicola Corner）－白色・無柄のヒラタケ型のキノコで、日本では沖縄県（石垣島および西表島）から見出されている[20]。

### 微生物
- 渦鞭毛藻類：ヤコウチュウなど
- ビブリオ科(例：Vibrio fischeri, Vibrio harveyi, Vibrio phosphoreum)